# Marc Fehlmann
Marc Fehlmann (* 1965 in Basel; heimatberechtigt in Schöftland) ist ein Schweizer Kunsthistoriker.

## Leben und Wirken
Fehlmann wurde 1965 als Sohn des Textilkaufmanns Peter Olaf Fehlmann (* 1930) und dessen zweiter Ehefrau Ursula Fehlmann, geborene Kunath, geboren. Er hatte einen älteren Bruder, Thomas (1960–1992) sowie zwei Halbschwestern Susanne (1954–1993) und Corinne (* 1956). Väterlicherseits stammt er aus der Textilindustriellen Fehlmann AG von Schöftland und Birrwil, seine Mutter ist deutschstämmig und die Tochter von Fritz Kunath, Gründer der Kunath Futter AG, in Aarau. Er absolvierte ein Volontariat bei der Galerie Kornfeld in Bern und von 1987 bis 1989 bei Sotheby’s in London. Danach studierte er Klassische Archäologie, Kunstgeschichte und Englische Literaturwissenschaft an den Universitäten von Basel und Zürich, und von 1994 bis 1995 Museum Studies am Courtauld Institute of Art in London, wo er bei Michael Kauffmann über British Collectors of 19th Century Swiss Art abschloss. 1998 promovierte er an der Universität Zürich bei Franz Zelger über Theodore Gericaults Zürcher Skizzenbuch.
Schon während des Studiums war Fehlmann am Schweizerischen Institut für Kunstwissenschaft SIK-ISEA in Zürich Assistent von Hans Armin Lüthy, und von 1996 bis 1999 war er bei Franz Zelger wissenschaftlicher Assistent an der Universität Zürich. 1999 wurde er Konservator der Graphischen Sammlung des Kunstmuseums Bern. Unter dem 2002 neu zum Direktor gewählten Matthias Frehner gehörte er zu jenem Drittel der Belegschaft, der das Kunstmuseum Bern freiwillig verliess. Er kehrte 2004 mit einem Stipendium des Schweizerischen Nationalfonds an die Universität Zürich zurück und forschte über Ehrenmonumente. Von 2006 bis 2008 war er Assistant Professor und von 2008 bis 2010 Associate Professor an der Eastern Mediterranean University in Famagusta (Nordzypern) und unterrichtete während eines Semesters an der Universität Oxford. Danach folgte ein Forschungsaufenthalt als Senior Fellow am Collegium Budapest.
Im Frühjahr 2012 wurde er als Direktor an das Museums Oskar Reinhart in Winterthur berufen. Mit der Präsentation der privaten Gemäldesammlung des Unternehmers und alt Bundesrats Christoph Blocher organisierte Fehlmann 2015 die erfolgreichste Ausstellung in der Geschichte des Museums. Von Januar 2016 bis Mai 2017 war er zudem Sammlungsdirektor am Deutschen Historischen Museum in Berlin.
Fehlmann gehört zum Herausgebergremium der neuen Basler Stadtgeschichte (2017–2024). Seit 2021 gehört er dem Vorstand der Aids-Hilfe beider Basel an.

## Kritik
2017 wurde Fehlmann Direktor des Historischen Museums Basel. 2020 wurde er durch die Basler Regierungspräsidentin Elisabeth Ackermann freigestellt, nachdem es zwischen ihm und dem Präsidialdepartement schon Anfang 2019 zu einer «Vertrauenskrise» gekommen war und ein im Januar 2020 angeordnetes Mediationsverfahren gescheitert war. Noch am 14. Januar 2020 hatten sich Ackermann und Fehlmann in einer damals noch nicht öffentlich kommunizierten Vereinbarung darauf verständigt, dass der Arbeitsvertrag per Ende März 2022 aufgelöst werde. Am 19. August 2020 stellte die Geschäftsprüfungskommission des Grossen Rats in einem Bericht fest, dass bei der Freistellung Fehlmanns das geltende Personalrecht nicht eingehalten wurde. Die Personalrekurskommission des Kantons Basel-Stadt entschied am 23. November 2020, dass die Freistellung «nichtig» sei, ebenso am 13. April 2021 das Appellationsgericht. Bereits im Oktober 2020 hatte jedoch Marc Zehntner die interimistische Leitung des Museums übernommen.
Im April 2023 entschied das Bundesgericht, dass die Freistellung von Marc Fehlmann rechtens war, seine Beschwerde wurde abgewiesen.

## Publikationen (Auswahl)
- Hrsg. mit Michael Matzke und Sabine Söll-Tauchert: Gold & Ruhm. Kunst und Macht unter Heinrich II. Ausstellungskatalog Historisches Museum Basel/Kunstmuseum Basel. Hirmer, München 2019.
- Der Basler Pantalus (= Basler Kostbarkeiten. 40). Baumann & Cie. Basel 2019.
- Mit Thomas Hofmeier: Die Barfüsserkirche. Basler Kostbarkeiten 39, Baumann & Cie. Basel 2018.
- Conservation and Restoration Measures in Northern Cyprus. In: Latife Summerer, Hazar Kaba: The Northern Face of Cyprus: New Studies in Cypriote Archaeology and Art History. Istanbul (Yainları) 2016, S. 427–441.
- (Hrsg.): Hodler Anker Giacometti: Meisterwerke der Sammlung Christoph Blocher. Katalog der Ausstellung im Museum Oskar Reinhart, Winterthur. München 2015.
- Orientalism. In: William Hauptman und Peter Sawbridge (Hrsg.): Jean-Etienne Liotard. Katalog der Ausstellung in der Royal Academy London 2015, S. 65–87.
- (Hrsg.): Max Liebermann und die Schweiz. Meisterwerke aus Schweizer Sammlungen. Katalog der Ausstellung im Museum Oskar Reinhart, Winterthur. München 2014.
- mit Birgit Verwiebe (Hrsg.): Anton Graff (1736–1813). Gesichter einer Epoche. Ausstellungskatalog Museum Oskar Reinhart, Winterthur, Nationalgalerie Berlin. Hirmer, München 2013.